# Kurt Peschel
Kurt Peschel, auch Curt Peschel (* 28. September 1900 in Posen, Deutsches Kaiserreich; † 7. August 1993 in Freiburg im Breisgau), war ein deutscher Parlamentsstenograph. Während seiner Karriere war er unter anderem  von 1926 bis 1945 Mitglied des Stenographischen Dienstes des Reichstages sowie von 1942 bis 1945 Leiter des Stenographischen Dienstes im Führerhauptquartier und von 1959 bis 1964 Leiter des Stenographischen Dienstes des Deutschen Bundestages.

## Leben
Peschel wurde am 28. September 1900 in Posen geboren.
Im Jahr 1923 begann er als Parlamentsberichterstatter im Preußischen Landtag und Reichstag zu arbeiten. Im Jahr 1926 wurde Peschel Mitglied des Stenographischen Dienstes des Reichstages und blieb dies bis 1945. 1927 wurde Peschel Diplom-Volkswirt und 1929 promovierte er als Dr. rer. pol. Peschel trat zum 1. Mai 1933 der NSDAP bei (Mitgliedsnummer 2.641.839) und war von da an bis Juli 1940 Presseamtsleiter und politischer Leiter der Ortsgruppe Berlin-Lankwitz.
Im Jahr 1942 wurde er Leiter des Stenographischen Dienstes im Führerhauptquartier. Peschel stenographierte im Reichstag nach dem stenographischen System Stolze-Schrey.
In Absprache mit Martin Bormanns persönlichem Referenten, Hans Müller, ließ er nach Bekanntwerden des Todes Hitlers am 1. Mai die stenografischen Aufzeichnungen der militärischen Lagebesprechungen von September 1942 bis April 1945 von der SS hinter dem Königssee verbrennen. Peschel selbst hatte zuvor die Verbrennung der über 100.000 Blatt Aufzeichnungen, die in einem Stollen am Obersalzberg eingelagert waren, aufgrund der Kriegssituation empfohlen. Die Verbrennungen sollten Dokumente, die eine Mitwisserschaft an den Verbrechen des NS-Regimes dokumentierten, vernichten. Peschel wurde 1945, vermutlich zum 1. April, zum Oberregierungsrat ernannt.
Nach Ende des Krieges wurde er zunächst dazu gezwungen, bei der Verbrennungsaktion nicht vollständig verbrannte Dokumente zu entziffern und in mehrfacher Ausführung abzuschreiben. Nach Ende dieser Arbeit wurde er zusammen mit Kurt Haagen und dem ehemaligen SS-Richter Gerhard Herrgesell interniert. Die anderen Mitglieder des Stenographischen Dienstes wurden hingegen nicht interniert. Im September 1947 wurde er freigelassen und arbeitete als Hilfsarbeiter bei AEG in München. Von der Spruchkammer Dachau wurde er mit Urteil vom 22. Dezember 1947 in die Kategorie IV Mitläufer eingestuft. Peschel begann dann ab Mai 1948 als freier Stenograph für den Wirtschaftsrat zu arbeiten.
Ab 1. September 1948 war er einer der Stenographen, die mit der Aufnahme der Grundgesetzberatungen beschäftigt waren. Peschel war unter anderem für die stenographische Erfassung im Finanzausschuss verantwortlich. Er wurde vom Leiter des stenographischen Dienstes des Parlamentarischen Rates Koppert zum stellvertretenden Leiter berufen. Vinzenz Koppert wurde mit der Organisation des Stenographischen Dienstes des ersten gewählten Deutschen Bundestages beauftragt, jedoch ging die Initiative für diesen Aufbau auf einen Brief Peschels zurück. Peschel wurde von dem Ministerpräsidenten in Wiesbaden auch aufgefordert, ein namentliches Verzeichnis aller für den Aufbau des Bundestagdienstes zu erstellen. 1949 wurde er einer der ersten 12 Stenographen des ersten Bundestages. Nach dem Rückzug von Koppert nach Bayern wurde Ludwig Krieger der erste Leiter des Dienstes und Peschel sein Stellvertreter. Peschel blieb Oberregierungsrat. Zehn Jahre später, im Jahr 1959 wurde er zum Regierungsdirektor ernannt und wurde Leiter des Stenographischen Dienstes des Bundestages. Dies blieb er bis zu seiner Pensionierung 1964. Seine Ernennung 1959 zum Leiter wurde von Kollegen nur als Bestätigung der bereits herrschenden Umstände beschrieben. Peschel sei zwar loyal zu seinen Vorgängern Krieger und Koppert gewesen, jedoch habe er den Dienst bewegt. In die Zeit seiner Leitung fiel dann die Edierung der wiederhergestellten Fragmente der verbrannten Dokumente der Lagebesprechung. Nach Berichten weigerte sich Peschel allerdings, an der Aufarbeitung der Dokumente mitzuwirken.
Am 30. September 1964 wurde Peschel pensioniert, sein Nachfolger wurde Ewald Reynitz.
Er starb 1993 am 7. August in Freiburg im Breisgau.

## Publikationen
- Die Eingliederung der Arbeitslosenversicherung in unser wirtschaftspolitisches System, Berlin, 1930.

### Artikel (Auswahl)
- Der stenographische Dienst im Parlamentarischen Rat in Neue Stenographische Praxis, 1953.
- Dr. Hans Jonuschat im Ruhestand, in Neue Stenographische Praxis, 1963.
- Dr. Hans Jonuschat †, in Neue Stenographische Praxis, 1966.